# NGC 6372
NGC 6372 este o galaxie spirală situată în constelația Hercule. A fost descoperită în 19 mai 1784 de către William Herschel. Se află la o distanță de 43,85 de megaparseci de Pământ.